# James Monroe Iglehart

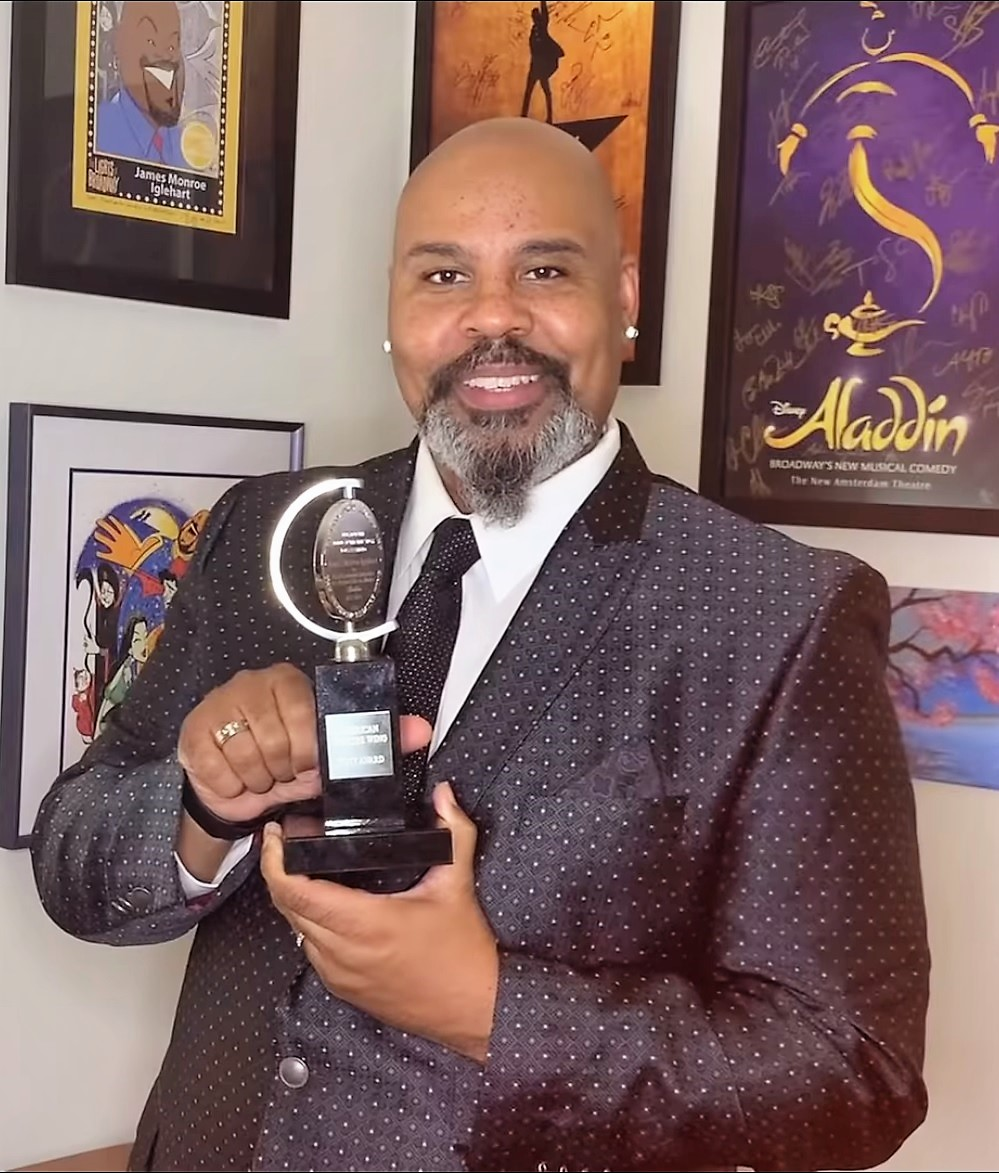
James Monroe Iglehart, 2020

James Monroe Iglehart (* 4. September 1974 in Hayward, Kalifornien) ist ein US-amerikanischer Musicaldarsteller und Schauspieler. Bekanntheit erlangte er durch seine Darstellung des Dschinni im Musical Aladdin, für die er mit dem Tony Award ausgezeichnet wurde.

## Karriere
Der Sohn eines Geschäftsmanns und einer Musiklehrerin besuchte die California State University in Hayward. Seine erste bezahlte Rolle spielte er in einer Produktion von Ain’t Misbehavin’ gefolgt von Auftritten als Priester in Bat Boy und als Vince Fontaine in Grease.
Im Jahre 2007 hatte er sein Broadwaydebüt, als er Derrik Baskin in der Rolle des Mitch Mahoney in The 25th Annual Putnam County Spelling Bee ersetzte.  2009 wurde er als Bobby in Memphis gecastet, welchen er bis zur letzten Aufführung am 5. August 2012 spielte. Als Dschinni im Musical Aladdin erhielt er 2014 den Tony Award als bester Nebendarsteller. Nach über 1000 Aufführungen als Dschinni gab Iglehart seine finale Vorstellung am 19. Februar 2017 und wechselte in das Team des Musicals Hamilton. Dort verkörpert er Thomas Jefferson und Marquis de Lafayette.

## Theater
- 2007: The 25th Annual Putnam County Spelling Bee (Broadway) als Mitch Mahoney
- 2009: Memphis (Broadway) als Bobby
- 2014: Aladdin (Broadway) als Dschinni
- 2017: Hamilton (Broadway) als Thomas Jefferson / Marquis de Lafayette

## Filmographie
- 2015–2017: Unbreakable Kimmy Schmidt (Fernsehserie)
- 2016–2018: Nature Cat (Fernsehserie)
- 2017: State of Mind – Der Kampf des Dr. Stone (Three Christs)
- 2017–2020: Rapunzel – Die Serie (Tangled: The Series, Fernsehserie)
- 2018: Maniac (Fernsehserie)

## Auszeichnungen
- Tony Awards 2014 ausgezeichnet als „Best Featured Actor in a Musical“
- Drama Desk Awards 2014 ausgezeichnet als „Outstanding Featured Actor in a Musical“